# Дом купца Богдана
Дом купца Богдана или Дом, где в 1919 году размещался Коропский ревком — памятник истории местного значения в Коропе. Сейчас в здании размещается центр детского творчества.

## История
Решением исполкома Черниговского областного совета народных депутатов от 31.05.1971 № 286 присвоен статус памятник истории местного значения с охранным № 881 под названием Дом, где в 1919 году размещался Коропский ревком. На здании установлена информационная доска.
Приказом Департамента культуры и туризма, национальностей и религий Черниговской областной государственной администрации от 12.11.2015 № 254 для памятника используется новое названием — Дом купца Богдана.

## Описание
Дом построен в 1878 году. Каменный, двухэтажный на цоколе, прямоугольный в плане дом. Симметричность фасада акцентируют пилястры по обе стороны крайних окон, который завершаются аттиками. Фасад украшен многочисленным декором, например межэтажным и венчающим карнизами, нишами, розетками.
После Октябрьской революции 1917 года дом был национализирован. В этом 1919 году здесь размещался Коропский революционный комитет.
Сейчас в здании размещается центр детского творчества.